# Gianicolo
A Gianicolo (latinul: Ianiculum vagy Janiculum) római domb, a Trastevere városrésztől a Tiberis jobb oldalán, egészen a Vatikánig húzódik. A domb északnyugati része jogilag a Szentszékhez tartozik, bár nincs annak a területén, itt található többek között a Pápai Urbaniana Egyetem. A Gianicolo nem tartozik Róma hét dombjához. Aurelianus császár idején kibővítették a várost és ekkor került ez a domb is hozzá. Alatta hatalmas buszpályaudvar található, amelynek közvetlen kapcsolata van a Szent Péter térrel is. A név a római Ianus istenség nevéből származtatható. Róma belvárosára innen található az egyik legszebb kilátás, a Garibadi-szoborcsoporttól, ahol Garibaldi tábornokai, így Türr István altábornagy szobra is áll.

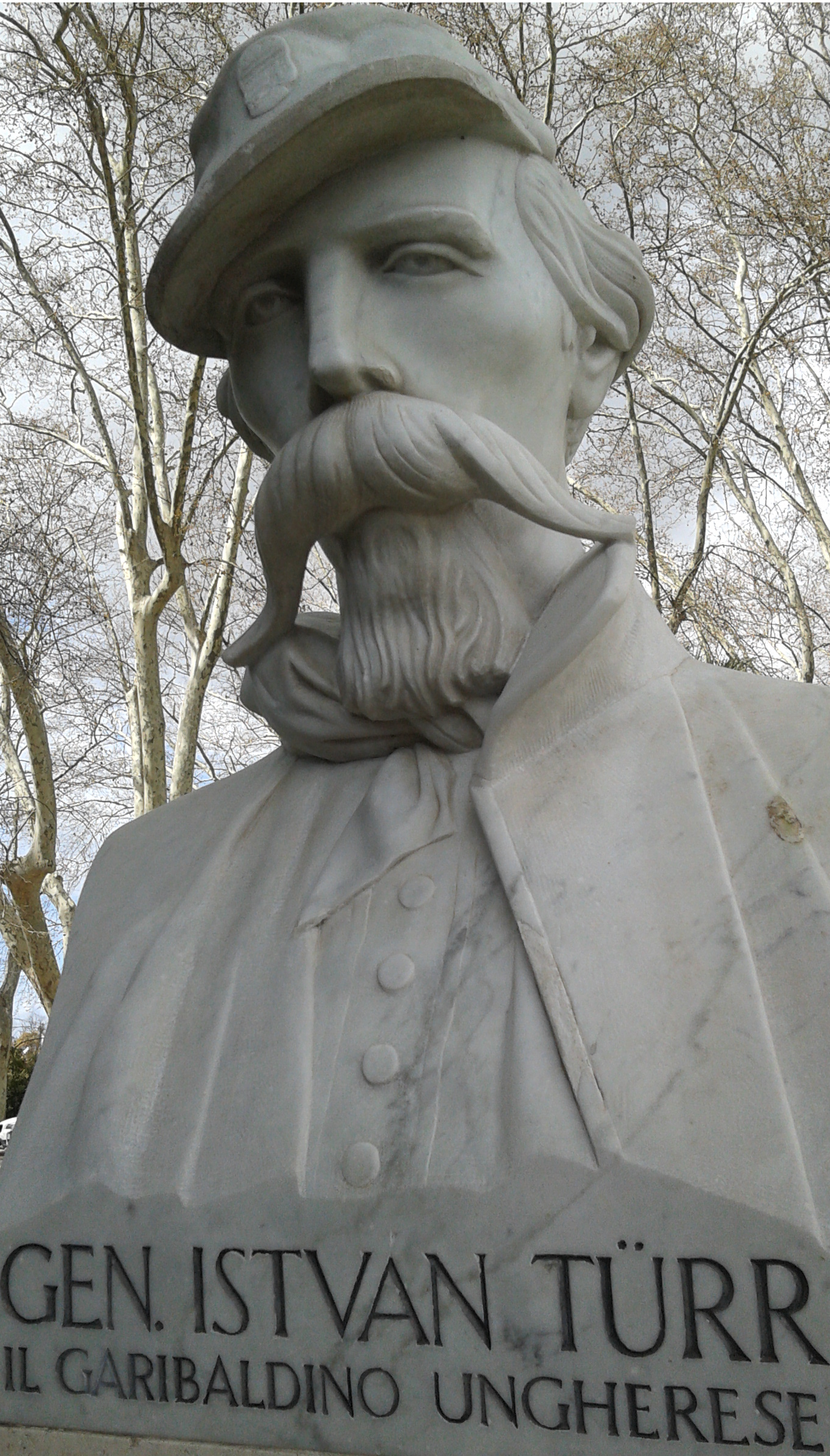
Türr István szobra a Janikulum-domb városra néző oldalán